# Angraecum aloifolium
Angraecum aloifolium är en orkidéart som beskrevs av Johan Hermans och Phillip James Cribb. 
Angraecum aloifolium ingår i släktet Angraecum och familjen orkidéer. Inga underarter finns listade i Catalogue of Life.